# Spišská Belá
Spišská Belá (în germană Zipser Bela, în maghiară Szepesbéla) este un oraș în partea de nord a Slovaciei în regiunea istorică Zips. Are 6.215 locuitori. În 1271, prin Zipser Freibrief, orașul a primit privilegii orășenești în cadrul Regatului Ungariei. De asemenea, în trecut, în oraș a locuit o comunitate notabilă de țipțeri (germană Zipser Sachsen), până la Decretele lui Beneš promulgate de Edvard Beneš, fost președinte cehoslovac.

## Demografie
| An:                | 1994 | 2004   | 2014   | 2024   |
| ------------------ | ---- | ------ | ------ | ------ |
| Număr de persoane: | 5798 | 6175   | 6568   | 6660   |
| Diferență:         |      | +6,50% | +6,36% | +1,40% |

| An:                | 2023 | 2024   |
| ------------------ | ---- | ------ |
| Număr de persoane: | 6659 | 6660   |
| Diferență:         |      | +0,01% |